# Saint-Étienne villamosvonal-hálózata
Saint-Étienne villamosvonal-hálózata (francia nyelven: Tramway de Saint-Étienne) egy 1000 mm-es nyomtávolságú villamoshálózat Franciaországban, Saint-Étienne városában. A hálózat jelenleg három vonalból áll, melyek hossza 11,7 km. A városban 35 Alstom TFS és 16 CAF Urbos sorozatú villamos közlekedik felsővezetékes 600 voltos áramrendszerrel. A közlekedés 2011. április 18-án indult meg. 2013-ban naponta 85 500 utas választotta a városi villamost.